# Intercambio consentido
Intercambio consentido fue un programa de televisión de España producido por Shine Iberia y emitido por Antena 3 entre el 15 de octubre y el 3 de diciembre de 2018. El reality tenía como objetivo solucionar crisis de pareja mediante el intercambio, todo ello con la ayuda de la coach Covadonga Pérez-Lozana y el psiquiatra Iñaki Vázquez, ambos especializados en terapia de parejas. Se trataba de la adaptación del formato australiano Seven Year Switch.

## Formato
Intercambio consentido es un programa en el que ocho parejas en crisis ponen a prueba su relación pasando, cada uno de ellos, a vivir con otra persona desconocida (también con problemas de pareja) como si fuera su pareja real, a fin de entender qué le falta a su relación actual. De este modo, compartirán tanto casa como cama o cuarto de baño con otra persona durante dos semanas consecutivas en un entorno neutral, sin móvil ni Internet. Una vez pasado el periodo de prueba, la pareja tendrá que decidir si sigue adelante con su relación inicial, si toma su camino por libre o incluso si le gustaría comenzar algo nuevo con la persona con la que ha estado viviendo los últimos días.

## Primera temporada (2018)

### Equipo
| Terapeuta              | Profesión                                       |
| ---------------------- | ----------------------------------------------- |
| Covadonga Pérez-Lozana | Coach y terapeuta de parejas.                   |
| Iñaki Vázquez          | Psiquiatra especializado en terapia de parejas. |

### Participantes

#### Intercambio 1
| Pareja inicial | Pareja inicial         | Lugar de procedencia           | Edad              | Ocupación     | Decisión      |
| -------------- | ---------------------- | ------------------------------ | ----------------- | ------------- | ------------- |
|                | Nieves                 | Torrejón del Rey (Guadalajara) | 52 años           | Empresaria    | Siguen juntos |
| David          | 46 años                | Torrejón del Rey (Guadalajara) | Técnico de sonido |               | Siguen juntos |
| Eli            | Dos Hermanas (Sevilla) | 38 años                        | Empresaria        | Siguen juntos |               |
| Luis           | Dos Hermanas (Sevilla) | 46 años                        | Empresario        | Siguen juntos |               |

Nieves y David llevan siete años de relación y convivencia. Nieves acusa a su marido de ser muy frío y poco comunicativo, reconocen que: “no discutimos, nos ignoramos”. David cree que a Nieves le acompleja ser mayor que él y que esto motiva celos e inseguridades. Además, le molesta que prefiera salir con sus amigas antes que con él.
Por su parte, Eli y Luis llevan juntos dos años y medio. Eli se queja de que los celos infundados y la falta de colaboración en casa se está cargando la relación. A Luis no le parece correcto que Eli quede con sus amigas porque "están todas solteras". Le parece que colabora lo suficiente en casa y dice que no soporta sus malos modos cuando discuten, por eso siempre se va de casa cuando eso ocurre.

#### Intercambio 2
| Pareja inicial | Pareja inicial  | Lugar de procedencia | Edad                          | Ocupación               | Decisión      |
| -------------- | --------------- | -------------------- | ----------------------------- | ----------------------- | ------------- |
|                | Mónica          | Orihuela (Alicante)  | 33 años                       | Criminóloga y comercial | Siguen juntos |
| Juanra         | 34 años         | Orihuela (Alicante)  | Recepcionista de hotel y tuno |                         | Siguen juntos |
| Joana          | Vitoria (Álava) | 31 años              | Modelo                        | Siguen juntos           |               |
| Miquel         | Almería         | 34 años              | Modelo                        | Siguen juntos           |               |

Mónica no se fía de la fidelidad de Juanra y lleva mal su afición como tuno, algo que practica desde que se conocieron. Juanra asegura necesitar un poco más de paz en la convivencia y confianza para poder seguir adelante. Cree que no tiene nada que cambiar porque todo el problema está en su chica. Las manías y los celos son los mayores enemigos de esta pareja.
Por su parte, Joana está tan empeñada en mantener a la familia unida que no es consciente de la falta de cimientos de su relación. Miquel confiesa no estar enamorado, pero, a la vez, está encantado de recibir de su pareja un amor tan incondicional y puro que se niega a dejarlo marchar.

#### Intercambio 3
| Pareja inicial | Pareja inicial | Lugar de procedencia | Edad                              | Ocupación                                | Decisión      |
| -------------- | -------------- | -------------------- | --------------------------------- | ---------------------------------------- | ------------- |
|                | Lara           | Elda (Alicante)      | 24 años                           | Dependienta                              | Siguen juntos |
| Rubén          | 34 años        | Elda (Alicante)      | Teleoperador                      |                                          | Siguen juntos |
| Paloma         | Valencia       | 33 años              | Estríper y dueña de tienda online | Siguen juntos (Posteriormente separados) |               |
| Javier         | Valencia       | 35 años              | Reparador de coches antiguos      | Siguen juntos (Posteriormente separados) |               |

Lara y Rubén llevan cuatro años y medio como pareja. Rubén sufre los celos y la obsesión de Lara de casarse de blanco y tener hijos antes de cumplir los treinta. Lara está dispuesta a dejar a Rubén si no le pide matrimonio ya.
Por su parte, Paloma y Javi llevan juntos siete años y tienen dos hijos. Paloma es estríper ocasional y no entiende los celos que su profesión provoca en su marido. Javi, se considera un “enfermo” de los celos, cree que Paloma es una buena madre pero que debe madurar.

#### Intercambio 4
| Pareja inicial | Pareja inicial    | Lugar de procedencia | Edad               | Ocupación     | Decisión      |
| -------------- | ----------------- | -------------------- | ------------------ | ------------- | ------------- |
|                | Manuel            | Cádiz                | 37 años            | Empresario    | Siguen juntos |
| Jesús          | Lebrija (Sevilla) | 33 años              | Actor y empresario |               | Siguen juntos |
| Roberto        | Zaragoza          | 49 años              | Sanitario          | Siguen juntos |               |
| Óscar          | Zaragoza          | 39 años              | Pescadero          | Siguen juntos |               |

Jesús y Manuel, llevan cinco años juntos (tres viviendo juntos) y gestionan una tienda de regalos y golosinas juntos. Jesús es una persona “peculiar, con mucho carácter, divertida, amena, alegre...”. Acusa a su pareja de ser aburrido, porque es muy parado y no le da sexo. Manuel acusa a su pareja de absorbente, de querer ser el centro de atención y de demandarle demasiado.
Por su parte, Roberto y Óscar llevan diez años juntos (cinco años casados). Roberto sabe que es “insoportable”, pero está orgulloso de ello. Acusa a su pareja de no tener iniciativa ni ganas de compartir cosas juntos y le culpa de estar demasiado apegado a su familia. Óscar demanda tranquilidad, sosiego, respeto a su familia y asertividad en público.

### Audiencias
| N.º | Fecha de emisión        | Audiencia         |
| --- | ----------------------- | ----------------- |
| 1   | 15 de octubre de 2018   | 1 309 000 (10,1%) |
| 2   | 22 de octubre de 2018   | 1 248 000 (10,2%) |
| 3   | 29 de octubre de 2018   | 925 000 (8,1%)    |
| 4   | 5 de noviembre de 2018  | 978 000 (8,3%)    |
| 5   | 12 de noviembre de 2018 | 946 000 (7,9%)    |
| 6   | 19 de noviembre de 2018 | 1 062 000 (8,4%)  |
| 7   | 26 de noviembre de 2018 | 904 000 (7,3%)    |
| 8   | 3 de diciembre de 2018  | 770 000 (6,2%)    |

## Audiencia media
| Edición                      | Temporada | Programas | Fecha | Cadena   | Espectadores | Cuota |
| ---------------------------- | --------- | --------- | ----- | -------- | ------------ | ----- |
| [ 1 ] Intercambio consentido | 1         | 8         | 2018  | Antena 3 | 1 018 000    | 8,3%  |